# Нижник Ігор Йосипович
Ігор Нижник (*26 квітня 1935, Добрівляни - †28 вересня 2013) — український поет, письменник.

## Біографія
Народився у селі Добрівляни, Дрогобицький район, Львівська область. Закінчив місцеву школу, Дрогобицьке музичне училище, після армії — Дрогобицький педагогічний інститут імені Івана Франка.
Працював викладачем у Бориславській музичній школі (нині — Бориславська школа мистецтв). Деякий час очолював міський відділ культури, працював кореспондентом-організатором Спілки письменників України. Пізніше перйшов на творчу роботу.
Перші літературні кроки Ігор Нижник робив на сторінках газети «Нафтовик Борислава». Багато літ очолював Бориславське літературне об'єднання імені Стефана Коваліва.

## Особисте життя
Ігор Йосипович був двічі одружений, мав двох дітей - доньку Людмилу та сина Олега. Онуки: Олена, Олександра, Олександра, Анастасія, Марія та Софія.
Здоров'я письменника похитнула у 2008 році страшна втрата - смерть сина Олега, якому він присвятив свою поетичну збірку "Рубаї" після цього потрясіння. Помер Ігор Йосипович 28 вересня 2013 року за 9 днів до 5-ї річниці з дня смерті сина. Поет заповів поховати себе у місті Бориславі на Тустановецькому кладовищі, поряд з могилою сина Олега.  
На день смерті Ігоря Нижника автор Микола Турківський створив вірша «Осиротіло Прикарпаття»
Журбу принесли хмари в гори, - 
Осиротіло Прикарпаття!
Усіх, мов камінь, тисне горе:
Хоронимо митця ми, браття.
Хоронимо любов до слова,
Яка була у віршах, в прозі…
І в кожного понурі брови,
В очах – печальні сльози.
Немає Легіня… Поета,
Що так у рубаях кохався…
Немов той князь, був у сонетах,
Із їхніми «вінками» знався.
Важке прощання для родини.
Лежать в краю у ріднім буде…
У Бориславі, біля сина, - 
Так заповів поет наш, люди.
І хоч він жив давно в столиці
/В свій час розпорядилась доля…/
Йому яскріли тут зірниці,
Й цього не забував ніколи.
Він – син Карпат! З орлиним летом…
Він обходив не раз ці гори.
Хоронимо творця-поета, 
Та будуть жити вічно твори!
(http://www.boryslavmvk.gov.ua/1353-pamyati-igorya-nizhnika [Архівовано 21 серпня 2014 у Wayback Machine.])

## Творчий доробок

### Поетичні збірки
- «Нива»
- «Живиця»
- «Місячне коло»
- «Оновлення»
- «Коріння гір»
- «Вічний рух»
- «Сійся-родися»
- «Право на сльозу»
- «Білі вівці на Чорній горі»
- «Корона»
- «Рубаї»
- «Ліра»
- «Дзвін»

### Прозові твори
- Повість «Бескиди»
- Повість «Доброслав»
- Повість «Галайда»
- Роман «Хліб і кров»
- Роман «Чорний легінь»
- Дилогія «Легенди гір»